# مسعود نیلی
مسعود نیلی (زاده ۲۵ دی ۱۳۳۴) اقتصاددان و مدرس بازنشسته دانشگاه اهل ایران است. او در دولت یازدهم دبیر کارگروه اقتصاد کلان ستاد هماهنگی‌های اقتصادی دولت و کارشناس ارشد این ستاد، سرپرست تیم تهیه‌کننده سیاست کلان اقتصادی و به ویژه سیاست پولی مد نظر این دولت برای کنترل تورم بوده است. او در دولت دوازدهم دستیار رئیس‌جمهور، دبیر ستاد هماهنگی اقتصادی و عضو شورای پول و اعتبار بود. وی در دوره اول ریاست جمهوری هاشمی رفسنجانی و همچنین محمد خاتمی معاون سازمان برنامه و بودجه بود و وی در تدوین سیاست‌های کلان اقتصادی و تهیه اولین، سومین و چهارمین برنامه پنج ساله توسعه کشور نقش مهمی ایفا کرد. همچنین در سال ۱۳۶۵ برنامه دو ساله مدیریت اقتصادی کشور به مسئولیت نیلی تدوین شد که به شرایط اقتصادی سال ۱۳۶۷ ایران منتهی شد. او استاد، عضو هیئت علمی و رئیس سابق دپارتمان و دانشکده اقتصاد دانشگاه صنعتی شریف بوده است. او همچنین رئیس مؤسسه آموزش عالی در برنامه‌ریزی (نیاوران) بوده است.
نیلی خود را اقتصاددان اقتصاد متعارف یا جریان اصلی معرفی می‌کند و منقدان او را با سیاست‌های اقتصادی طرف تقاضا مثل تأمین کسری بودجه با چاپ گسترده اوراق و رکودگرایی می‌شناسند. توصیه‌های اقتصادی نیلی در برخی مسائل اقتصادی در سه بخش دانشگاه، رسانه و در قالب سیاست‌گذار بعضاً متفاوت و متناقض بوده است. در اواخر دولت دهم او در رسانه و دانشگاه برای کنترل تورم در ایران برنامه سیاست پولی انقباضی برای کنترل تورم با کنترل پایه پولی با ابزار نرخ بهره و سرکوب نرخ ارز در طول اجرا را راه حل معرفی و با شروع به کار دولت یازدهم با ارائه برنامه خروج غیر تورمی از رکود، دولت و بانک مرکزی وقت این سیاست پولی انقباضی را برای کنترل تورم در پیش گرفتند ولی در طول اجرای همین برنامه، تأمین مالی ناترازی‌های بودجه‌ای دولت با انتشار گسترده اوراق قرضه را «کاری ضد تورمی» و روشی برای تأمین کسری بودجه در راستای سیاست انقباض پولی به دولت وقت معرفی و پیشنهاد می‌کرد و نه اتخاذ بودجه انقباضی متناسب با سیاست کلی کنترل تورم و افزایش بهره‌وری استفاده از بودجه، منابع طبیعی و نیروی کار دولت. در نتیجه، انتشار بالای اوراق قرضه دولتی موجب رقابت این اوراق با بانک‌ها و بورس بر سر جذب نقدینگی موجود، افزایش نرخ بهره در این بازارها در رقابت، ورشکستگی بانک‌ها و در انتها شکست سیاست کنترل تورم می‌شود. در مورد مشابه دیگری، نیلی با وجود تأکید بر اجرای سیاست ارز تک نرخی شناور یا عدم ارزپاشی بانک مرکزی برای تثبیت بر روی نرخی ارز در دانشگاه و رسانه، از اقتصاددان‌های منتقد اقدام بانک مرکزی برای یکسان‌سازی نرخ ارز در سال پایانی دولت احمدی‌نژاد بود که در دولت یازدهم با انتقاد از اینکار و شتاب‌زده خواندن آن، مخالف و مانع تکمیل این اقدام در طول دولت یازدهم بوده است و کنترل تورم را بر تک نرخی سازی ارز اولویت می‌دانست. او همچنین حامی اجرای سیاست ارز چند نرخی در تلاطمات و شوک‌های ارزی دهه ۷۰ و اوایل دهه ۹۰ در ایران بود، اگرچه در سال ۱۳۹۷ در جلسه هیئت دولت برای تصویب اجرای سیاست تثبیت قیمت ارز روی دلار ۴۲۰۰ با آن مخالفت کرد. وی دانش‌آموخته کارشناسی مهندسی سازه از دانشگاه صنعتی شریف، کارشناسی ارشد سیستم‌های اقتصادی از دانشگاه صنعتی اصفهان و دکتری اقتصاد از دانشگاه منچستر انگستان است.

## زندگی‌نامه
مسعود نیلی، زاده ۲۵ بهمن ماه سال ۱۳۳۳ در شهر همدان می‌باشد. وی در دوران ریاست جمهوری هاشمی رفسنجانی به مدت ۳ سال معاون رئیس سازمان برنامه و بودجه بود. وی همچنین به عنوان مشاور رئیس‌جمهور در امور اقتصادی، دبیر ستاد هماهنگی اقتصادی، استاد دانشکده مدیریت و اقتصاد دانشگاه صنعتی شریف؛ رئیس مؤسسه عالی آموزش و پژوهش مدیریت و برنامه‌ریزی (ریاست جمهوری) فعالیت داشته است. او عضو پیشین تیم اقتصادی حسن روحانی پس از پیروزی در انتخابات ریاست جمهوری بوده است. حسن روحانی چندی بعد از تشکیل هیئت دولت یازدهم، نیلی را به عنوان مشاور اقتصادی رئیس‌جمهور منصوب کرد. او چندی بعد جایگزین محمدعلی نجفی، در دبیرخانهٔ ستاد هماهنگی اقتصادی دولت شد. وی پیشتر دستیار ویژه رئیس‌جمهور در امور اقتصادی بود.

## تحصیلات
مسعود نیلی در سال ۱۳۵۹ در مقطع کارشناسی رشته مهندسی سازه از دانشگاه صنعتی شریف فارغ‌التحصیل شد و در سال ۱۳۶۴ توانست مدرک کارشناسی ارشد برنامه‌ریزی سیستم‌های اقتصادی خود را از دانشگاه صنعتی اصفهان دریافت کند. وی بعدها به انگلستان رفت و در رشته اقتصاد در مقاطع کارشناسی ارشد و دکتری اقتصاد در دانشگاه منچستر تحصیل کرد و در سال ۱۳۷۴ فارغ‌التحصیل شد.

## دیدگاه‌ها و عملکرد
به گفته منتقدان مسعود نیلی در قالب استاد دانشگاه، سیاست‌گذار دولتی و همچنین در مصاحبه‌ها سه دیدگاه اقتصادی متمایز را معرفی می‌کند که گاهی با یکدیگر تضاد دارند. این تضاد حمایت از سیاست ارز چند نرخی و نظرات نحوه کنترل تورم با کنترل نرخ سود بسیار نمایان است.

### دهه ۶۰ در سازمان برنامه
نیلی در دهه ۶۰ از افراد کلیدی برنامه‌ریزی در سازمان برنامه بود و گزارش‌های وی دربارهٔ وضعیت اقتصادی کشور در سرنوشت جنگ مؤثر بود.

### دولت سازندگی
او ۳ سال در دوران ریاست جمهوری هاشمی رفسنجانی معاون سازمان برنامه و بودجهٔ بود. پس از آن در تهیه و تدوین اولین و سومین برنامهٔ ۵ سالهٔ توسعهٔ کشور ایفای نقش کرد. در دوره اول دولت سازندگی طرح‌های دریافت وام خارجی با بهره بالا برای اجرای طرح‌های عمرانی اجرا شد. او بعد از این ۳ سال از دولت خارج شد و دور دوم این دولت نیز حضور نداشت. محسن نوربخش که در این دوره وزیر اقتصاد بود با نظریات اقتصادی مسعود نیلی مشکل پیدا کرده بود. او مدتی نیز از اعضای شورای اقتصاد بود.

### دولت خاتمی
در دوران ریاست جمهوری محمد خاتمی مجدد به عنوان معاون سازمان برنامه و بودجه و سرپرست کمیتهٔ خصوصی‌سازی برگزیده شد. از مهم‌ترین فعالیت‌های او می‌توان به تدوین سند استراتژی توسعه صنعتی کشور در زمان وزارت اسحاق جهانگیری در دوران ریاست جمهوری محمد خاتمی در سال ۱۳۸۲ نام برد.

### دولت احمدی‌نژاد و تدریس در دانشگاه شریف
او از سال ۱۳۷۹ تا ۱۳۹۰ رئیس دپارتمان اقتصاد دانشکده مدیریت و اقتصاد دانشگاه صنعتی شریف و در دو مقطع زمانی از بهمن ۱۳۸۶ تا بهمن ۱۳۹۰ و همچنین از شهریور ۱۳۹۸ تا مهر ۱۴۰۰ نیز رئیس این دانشکده بوده است. او تا پیش از بازنشستگی عضو هیئت علمی دانشکده مدیریت و اقتصاد دانشگاه صنعتی شریف بود و زمینه‌های علمی مورد علاقه وی، تئوری اقتصاد کلان، اقتصاد کلان بین‌الملل، اقتصاد سیاسی و اقتصاد ایران بوده است.
مسعود نیلی در فروردین ۱۳۹۲ در برنامه‌ای در تلویزیون ایران با نمایش نمودارهایی اعلام کرد که متوسط خالص اشتغال ایجاد شده (مابه التفاوت اشتغال ایجادشده و بیکاری ایجادشده) در طی سال‌های ۱۳۸۵ تا ۱۳۹۰ (در دولت محمود احمدی‌نژاد) به طرز عجیبی کم بوده و حدوداً فقط چهارده هزار عدد در سال بوده است. نمودارهای نیلی نشان می‌داد که متوسط خالص اشتغال ایجادشده در دوره‌های مشابه قبلی چند صد هزار نفر در سال بوده است.
انتقاد نیلی، واکنش و تکذیب مقامات دولتی را در پی داشت، به گونه‌ای که با سیاه‌نمایی دانستن این اظهارات، مدعی شدند که طی مدت مورد اشاره نیلی، حدود ۵٫۵ میلیون شغل ایجاد شده است.

### مغالطه انتخاباتی آمار خرج دلار نفی و واردات
نیلی در انتخابات ۱۳۹۲ نقش پررنگی در سیاه نمایی در مورد دولت وقت داشت که از داشتن رسانه محروم شده بود و در نهایت منتهی به حذف آن دولت با رد صلاحیت در انتخابات و انتصاب دولت حسن روحانی شد که نیلی نظریه‌پرداز اقتصادی آن دولت شد. او از حجم واردات بی سابقه به کشور از سال ۱۳۸۴ تا ۱۳۹۲، بودجه بالای دولت، به خصوص در بخش عمرانی و درآمد‌های نفتی بالا که ۷۱۸ میلیارد دلار عنوان می‌کرد انتقاد می‌کرد. ارائه این اعداد آمارها در مورد درآمد نفتی در دولت نهم و دهم درحالی بود که میزان درآمد نفتی دولت‌ها متفاوت با میزان خرج از عواید نفت است و گفتن میزان درآمد کسب شده بدون ذکر میزان دلار نفتی خرج شده در طول یک دولت یک نوع مغالطه و فریب افکار عمومی بود. 
در دولت نهم و دهم میزان درآمد‌های نفتی محقق شده کشور ۵۹۲ میلیارد دلار بود که ۱۵۰ میلیارد آن در صندوق‌های ذخیره ارزی کشور ماند و به دولت بعد رسید. از ۴۵۲ میلیارد دلار باقی مانده، ۱۵۰ میلیارد آن خرج توسعه خود صنایع نفت و گاز شد، ۱۱۵ میلیارد خرج توسعه زیرساخت‌های صنعتی شد و تنها ۱۷۷ میلیارد دلار آن از ۱۳۸۴ تا ۱۳۹۲ خرج امور جاری دولت و حکومت شد. اما در دولت حسن روحانی با نظریه پردازی مسعود نیلی و سایر همکاران میزان خرج عواید دلاری فروش نفت بیشتر از دوره دولت محمود احمدی‌نژاد شد. این دولت ۳۵۰ میلیارد دلار درآمد مستقیم نفتی داشت، ۱۵۰ میلیارد دلار به صورت ذخایر ارزی کشور از دولت قبل به ارث برد که ۱۴۱ میلیارد آن را خرج نمودند و بیش از ۱۵۰ میلیارد دلار نفتی دیگر درنتیجه توافق برجام آزاد شد و به کشور بازگشت که تمام آن را دولت وقت خرج کرد و درمجموع دولت خرج دلار نفتی در دولت حسن روحانی برابر ۶۳۱ میلیارد دلار شد. علاوه بر این، میزان سرمایه‌گذاری این درآمدهای نفتی در دوران دولت حسن روحانی در صنعت نفت و گاز و سایر زیرساخت‌ها درصدی بسیار پایین و نزدیک صفر بود و به عنوان مثال، تنها ۱ دلار از درآمد فروش هر بشکه نفت در دولت حسن روحانی خرج صنعت نفت و گاز شد.

## دولت یازدهم
نیلی سرپرست تیم اقتصادی حسن روحانی بود که قبل از شروع به کار دولت یازدهم کار تدوین برنامه اقتصادی دولت، مخصوصاً سیاست پولی مد نظر دولت برای کنترل تورم را انجام دادند. حسن روحانی چندی بعد از تشکیل او در این دوران به عنوان مشاور اقتصادی رئیس‌جمهور و سرپرست گروه اقتصاد کلان ستاد هماهنگی‌های اقتصادی دولت منصوب شد. اجرای سیاست پولی تدوین شده در این دوره که صرفاً با تکیه بر بالا بردن تاریخی نرخ سود واقعی سپرده‌های بانکی و انتشار اوراق قرضه تلاش برای تورم داشت، از میانه سال ۱۳۹۶ با تبدیل شدید شبه پول به پول و رفتن به سمت بازارهای سفته بازی مثل ارز با شکست مواجه شد و بعد از ناتوانی بانک مرکزی در پاسخ به تقاضاها برای ارز در پایان سال ۱۳۹۶ و اوایل سال ۱۳۹۷ شکست قطعی این سیاست برای کنترل تورم رقم خورد و اقتصاد کشور وارد یک دوره رکود تورمی شدید و بحران اقتصادی ۱۳۹۹–۱۳۹۷ ایران شد.

### سیاست کلان اقتصادی دولت یازدهم
قبل از شروع دولت یازدهم در مرداد ۱۳۹۲، تیم اقتصادی رئیس‌جمهور منتخب، حسن روحانی به رهبری نیلی کار تدوین برنامه اقتصادی دولت را شروع کردند و نیلی در این دوره مسوولیت تدوین سیاست‌های کلان اقتصادی دولت یازدهم را برعهده گرفت.

### تدوین سیاست پولی و مالی
در دولت یازدهم نسخه پیشنهادی تیمی به ریاست مسعود نیلی برای کنترل تورم یعنی سیاست پولی با استراتژی کنترل پایه پولی اجرا شد که اینکار افزایش چشمگیر نرخ بهره اعمالی در اقتصاد از طریق بالا بردن نرخ سودهای بانکی و انتشار گسترده اوراق قرضه دولتی با نرخ بهره بالا پیاده شد. این سیاست پولی و مالی در شرایطی بود که بخش عمده تورم رخ داده در سال ۱۳۹۰ و ۱۳۹۱ ناشی از تحریم‌های وضع شده، قطع درآمدهای نفتی و تغییر رابطه مبادله در تجارت خارجی بود و بنگاه‌های اقتصادی تشنه نقدینگی جدید برای ادامه فعالیت در شرایط جدید اقتصادی پسا تحریم ۱۳۹۰ و پسا جهش نرخ ارز و به ثبات رسیدن آن با تک نرخی سازی در سال ۱۳۹۱ بودند و به همین دلیل بسیاری از اقتصاددانان انتقادات بسیاری به آن وارد و آن را عامل ناکامی‌های اقتصادی دهه ۹۰ و جهش تورمی سال ۱۳۹۷ دانسته‌اند.
نیلی در سال ۱۳۹۲ و در ماه‌های پایانی دولت دهم در فضایی که سیل انتقادات به دولت وقت وجود داشت بحث خروج غیر تورمی از رکود را مطرح کرد در آن به حد افراطی واژه «غیر تورمی» در طرح مورد توجه قرار گرفت و باعث شدند نیاز اقتصاد به نقدینگی تأمین نشود و بحث سالم سازی نقدینگی شرایطی را رقم زد که در نتیجه تلاش بنگاه‌ها برای تأمین نقدینگی، نرخ بهره اعمالی در اقتصاد به شدت افزایش پیدا کرد و در نهایت تشدید رکود، ناتراز شدن موسسات مالی و اعتباری، ورشکستگی تعدادی از آن‌ها و در نهایت سقوط اقتصادی ۱۳۹۷ شد که شروع آن از میانه سال ۱۳۹۶ با تبدیل گسترده پول به شبه پول و هجوم به بازار ارز بود.

### انتقادات به آن
منتقدان، این سیاست اقتصادی و پولی و مالی برای کنترل تورم در دولت یازدهم و ابتدای دوازدهم را رکودگرایی و تشویق رکود و تثبیت کوتاه مدت و مصنوعی تورم دانسته‌اند که «فنر ارز را فشرده کرد و در سال ۱۳۹۷ با رها شدن این فنر، نرخ دلار به شکلی فزاینده رشد کرد.» برخی مانند علی مدنی زاده، اقتصاددان و مدرس دانشگاه، آن را دارای تأکید بسیار بر رسیدن به تورم هدف نزدیک به صفر و به معنای واقعی کلمه «خروج غیر تورمی» از رکود دانسته‌اند.
همچنین این سیاست پولی در دولت یازدهم و دوازدهم را دارای اشتباهات تکنیکی در کنترل نکردن تمام چرخه پول برای کنترل خلق نقدینگی به منظور مهار تورم (بی‌توجهی به خلق نقدینگی از طریق ضریب فزاینده) دانسته‌اند که امکان نداشت به کنترل تورم بینجامد و فقط به یک جرقه در اقتصاد (مثل خرج آمریکا از برجام) نیاز داشت تا همه این نقدینگی حبس شده و ضریب داده شده با بهره بالا در سیستم بانکی و به صورت اوراق به جهش تورمی منتهی شود و دولت آمریکا از این فرصت استفاده و با ایجاد آن منفعت سیاسی کسب کرد. همچنین از اشکالات دیگر آن را برنامه نداشتن برای کنترل رشد اقتصادی و مقابله با رکود و به شکل عجیبی در نظر گرفتن نرخ بهره اسمی به‌جای نرخ بهره واقعی در تحلیل‌های این سیاست پولی اجرا شده در دولت یازدهم دانسته‌اند. همچنین برخی اقتصاددانان از آنجا که تورم ۱۳۹۰ تا ۱۳۹۲ را تورم ناشی از فشار هزینه در نتیجه تحریم و افزایش قیمت دلار می‌دانستند، این برنامه که بر کنترل شدید رشد نقدینگی برای کنترل تورم استوار بود را دامن زننده بر رکود و کاهش رشد اقتصادی می‌دانستند.

## دولت دوازدهم
در این دولت مسعود نیلی به عنوان دستیار ویژه رئیس‌جمهور در امور اقتصادی و دبیر ستاد هماهنگی اقتصادی منصوب شد.
به گفته اسحاق جهانگیری، در دولت دوازدهم و سال ۱۳۹۷ و بعد از خروج دولت آمریکا از برجام، در جلسه‌ای با حضور تیم اقتصادی دولت به‌خصوص مسعود نیلی، محمد نهاوندیان و ولی‌الله سیف تصمیم به اعمال قیمت دستوری ۴۲۰۰ تومانی دلار در ایران برای مدت محدود (۳ یا ۶ ماه) گرفته شد که بعدها این قیمت توسط اسحاق جهانگیری اعلام رسمی شد.
وی اخیراً در میزگردی که در شماره ۴۲۷ هفته نامه تجارت فردا (مهرماه ۱۴۰۰) به چاپ رسیده عنوان کرده (از نظر تورم) «هیچ زمانی را به اندازه امروز خطرناک نمی‌بینم» و در این خصوص هشدارهای قابل تأملی داده است.
او در نشست رئیس دولت سیزدهم با اقتصاددانان در آغاز کار این دولت، مسائلی از جمله تأمین مالی، تأمین انرژی، محیط زیست، خدمات عمومی، سیاست‌های حمایتی و مبادله با دیگر کشورها را ۶ چالش مهم اقتصاد ایران دانست.
او از سال ۱۳۹۲ رئیس مؤسسه عالی آموزش و پژوهش مدیریت و برنامه‌ریزی وابسته به نهاد ریاست جمهوری بود که در نهایت با استعفا از سمت مشاور ریاست‌جمهوری از ریاست این مؤسسه نیز استعفا داد.